# Sperchon decorellus
Sperchon decorellus är en kvalsterart som beskrevs av Herbert Habeeb 1955. Sperchon decorellus ingår i släktet Sperchon och familjen Sperchonidae. Inga underarter finns listade i Catalogue of Life.